# Marcos Abraham Freiberg
Marcos Abraham Freiberg (23 de abril de 1911, Buenos Aires-19 de agosto de 1990, San Francisco, Estados Unidos) fue un zoólogo argentino.

## Biografía
Su padre había emigrado de Alemania y su madre de Rusia. Marcos se interesó por el estudio de los reptiles durante su adolescencia. Estudió en el Instituto Nacional del Profesorado Secundario de Buenos Aires y se diplomó de Ciencias naturales en 1931. Su interés por la herpetología fue por encomendación del personal del Museo Argentino de Ciencias Naturales, de Buenos Aires. Trabajó de 1934 a 1938 antes de devenir director asistente y responsable del Departamento de zoología del Museo de la provincia de Entre Ríos en Paraná.
Por su situación financiera, decidió proseguir con los estudios de odontología, obteniendo su diploma en 1942. Practicó en Buenos Aires y enseñó biología en varias universidades. Además de su interés por la herpetología, también se dedicó al estudio de la protección del ambiente. En 1974 recibió una beca para estudiar las colecciones de los museos de Estados Unidos. Diez años después se radicó en ese país junto a su esposa y sus hijos.
Freiberg escribió publicaciones sobre insectos, aves, anfibios y reptiles; describió varias especies nuevas; tradujo libros; y publicó guías sobre la vida silvestre de la Argentina y América del Sur.

## Algunas publicaciones
- 1940. Una nueva especie de tortuga para la fauna argentina. Vol. 12 de Memoria del Museo de Entre Ríos. Zoología. Editor Museo de Entre Ríos, 7 pp.

- 1962. Nuevos hallazgos y distribución geográfica del saurio Proctotretus Doello-Juradoi Freiberg en la Argentina. Vols. 8-9 de Revista del Museo Argentino de Ciencias Naturales "Bernardino Rivadavia" e Instituto Nacional de Investigación de las Ciencias Naturales. Editor Coni, 5 pp.

### Libros
- 1990. Bilingual dictionary of dental terms: Spanish-English. Editor Ism Press, 122 pp. ISBN 0910383227

- 1984. El mundo de los ofidios. Editorial Albatros, 142 pp.

- 1982. Snakes of South America. Edición ilustrada de T.F.H. Publ. 188 pp. ISBN 0876669127

- 1982. Manual de ecología argentina. Editor Cesarini Hnos. 253 pp.

- 1981. Turtles of South America. Edición ilustrada de T.F.H. Publ. 125 pp. ISBN 0876669135

- 1977. El mundo de los saurios, Ed. Albatros, 104 pp.

- 1977. Con Roger Conant Wood. Redescription of Notoemys laticentralis, the Oldest Fossil Turtle from South America. Vols. 13 y 16 de Acta geologica lilloana. Fundación Miguel Lillo, 202 pp.

- 1976. El mundo de los animales prehistóricos. Editorial Albatros, 77 pp.

- 1976. El mundo de los animales venenosos. Ed. Albatros, 174 pp.

- 1975. Los anfibios: la rana y su crianza. Editorial Albatros, 115 pp.

- 1973. El mundo de las aves: el volar es para los pájaros. Ed. Albatros, 181 pp.

- 1971. El mundo de las tortugas. Ed. Albatros, 134 pp.

- 1970. El mundo de los ofidios. Editor	Albatros, 133 pp.

- 1954. Vida de batracios y reptiles sudamericanos. Editor Cesarini, 236 pp.

- 1945. Contribución al conocimiento de la biología de Alabama argillacea (Hübner): oruga de la hoja- plaga del algodonero. Argentine Republic. Instituto de sanidad vegental. 15 pp.

- 1943. Enumeración sistemática de las aves de Entre Ríos y lista de los ejemplares que las representan en el Museo de Entre Ríos. Memorias del Museo de Entre Ríos 21. Editor Impr. Argentina, 110 pp.

- 1939. Enumeración sistemática de los reptiles de Entre Ríos y lista de los ejemplares que los representan en el Museo de Entre Ríos. Memorias del Museo de Entre Ríos 11. Editor Museo de Entre Ríos, 28 p

- 1938. Catálogo sistemático y descriptivo de las tortugas argentinas. Memorias del Museo de Entre Ríos 9. Editor El Museo, 23 pp.

### Capítulos de libros
- 1985. Fauna argentina. Volumen 1 de Anfibios y reptiles. En Informe sobre el estado de las clases obreras argentinas a comienzos del siglo: (selección). Vols 111, 116, 120 de Biblioteca Política argentina. Autor Juan Bialet Masse. Editor	Centro Editor de América Latina, 297 pp.

- 1971. Zoología hispanoamericana: invertebrados. Ortópteros. Biblioteca de ciencias biológicas y geológicas. Autor Luis Cendrero. Editorial Porrúa, 1.151 pp.

## Abreviatura (zoología)
La abreviatura Freiberg  se emplea para indicar a Marcos Abraham Freiberg como autoridad en la descripción y taxonomía en zoología.